# Alfredo Di Stéfano
Alfredo di Stéfano Laulhé (4. července 1926 Buenos Aires – 7. července 2014 Madrid) byl argentinsko-španělský fotbalista a trenér, dvojnásobný vítěz Zlatého míče  a jediný držitel Super Ballon d'Or. Svá nejslavnější léta prožil ve španělském klubu Real Madrid, kde do své smrti zastával funkci čestného předsedy. Pelé ho roku 2004 zařadil mezi 125 nejlepších žijících fotbalistů.

## Život
Narodil se v Barracasu, přístavní čtvrti Buenos Aires, ale dětství prožil na rodinné farmě v argentinské pampě, asi sto kilometrů od hlavního města. Jeho otec Alfredo pocházel z první generace italských imigrantů, matka Eulalia Laulhé Gilmont měla francouzské a irské předky. Alfredo a jeho mladší bratr Tulio jezdili na koních, hráli polo, ale nejvíce je bavil fotbal. Hráli za místní fotbalový klub. V roce 1943 se rodina vrátila do Buenos Aires a oba bratři se stali členy juniorského mužstva největšího a nejbohatšího argentinského klubu CA River Plate. Tulio však utrpěl vážné zranění kolena a fotbalu musel zanechat. 
Alfredo svou aktivní hráčskou kariéru prožil v letech 1943 až 1966. Jeho největší úspěchy jsou spojeny s klubem Real Madrid, ve Španělsku žil od roku 1953. Když skončil jako aktivní fotbalista, působil jako trenér v Argentině a Španělsku. V listopadu 2000 byl jmenován čestným prezidentem Realu Madrid. V roce 2006 byl v Madridu slavnostně otevřen stadion Alfreda di Stefana, který Real používá pro své tréninky.
V roce 1950 se oženil se Sarou Freitesovou a měli spolu šest dětí, dva syny a čtyři dcery. Manželka zemřela v roce 2005. Později navázal vztah s svou sekretářkou Ginou Gonzálezovou a chtěl se s ní oženit, ale zastihla ho smrt.
Alfredo di Stefano zemřel v Madridu 7. července 2014 ve věku 88 let po svém druhém srdečním infarktu.

## Klubová kariéra

### River Plate

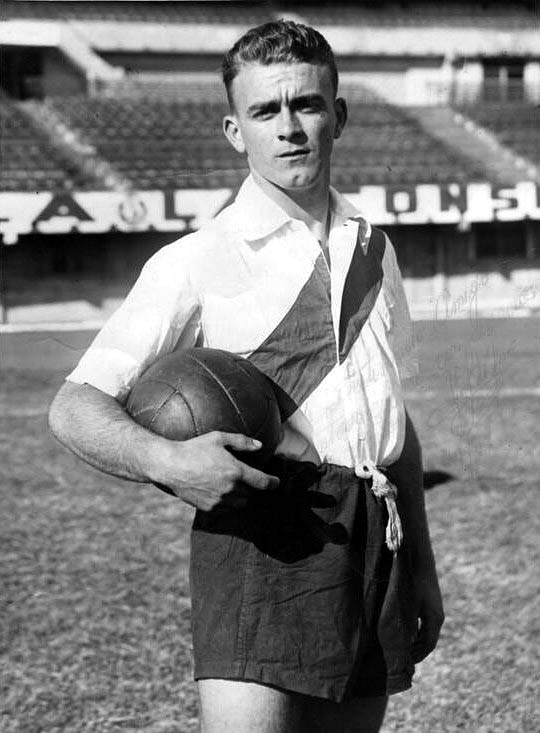
Di Stéfano v River Plate

Alfredo di Stéfano debutoval v argentinské lize jako sedmnáctiletý v roce 1943, ale z počátku se příliš neprosazoval. Nastupoval pouze za rezervní tým a v roce 1946 byl poslán na hostování do konkurenčního CA Huracán. Po jedné sezoně se však vrátil zpět a začal zářit. Trenér Cesarini ho postavil do středu útočné řady, kde mohl uplatnit svou rychlost. Di Stefano vyhrál svůj druhý titul, na tomto se však podílel 27 brankami a stal se králem střelců. Navíc s národním týmem triumfoval i na mistrovství Jižní Ameriky, kde se stal opět nejlepším střelcem. Dostal přezdívku la saeta rubia (světlovlasý šíp).  Hráči v Argentině se však připojili k celonárodní stávce za vyšší mzdy a kvůli zasahování prezidenta Peróna do fotbalu. Několikaměsíční stávka skončila neúspěchem a di Stéfano v roce 1949, stejně jako několik dalších, emigroval do Kolumbie, která v té době zažívala zlatá léta díky vývozu ropy.

### Millonarios
Alfreda si vybral nejbohatší kolumbijský klub Millonarios FC, s nímž vyhrál čtyřikrát nejvyšší soutěž a přidal i úspěch v poháru. Navíc se stal dvakrát nejlepším střelcem. Kolumbijští zbohatlíci začali v roce 1953 krachovat, což zapříčinilo hromadný útěk fotbalistů z místních klubů.

### Real Madrid

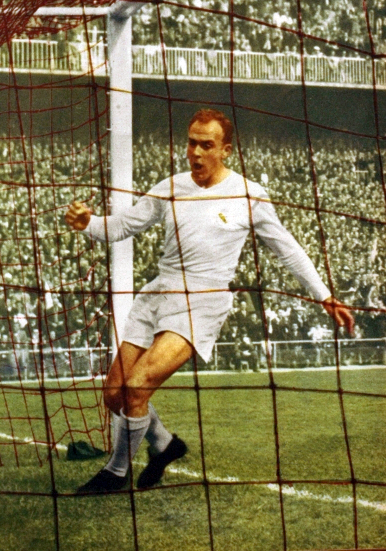
Di Stéfano v Realu Madrid

Di Stéfano tak podruhé měnil občanství. Tentokrát se stěhoval do Evropy, konkrétně do Španělska, kde se o jeho služby ucházely FC Barcelona a Real Madrid. S katalánským velkoklubem už měl podepsanou smlouvu, kterou však Španělská fotbalová federace kvůli nejasnostem kolem di Stéfanova působení v Kolumbii neuznala. Do hry se tedy vložil tehdejší prezident Realu Santiago Bernabéu. Kvůli di Stéfanovu vyjednávání se dvěma různými kluby dokonce Španělská fotbalová federace zakázala působení zahraničních hráčů ve španělské lize. Situace kolem hvězdného Argentince dospěla tak daleko, že bylo domluveno, že v následujících čtyřech sezonách bude střídavě působit v Barceloně i v Realu. To vyvolalo vlnu nevole především mezi fanoušky Barcy, a proto její vedení rezignovalo na další námluvy s di Stéfanem, který tak měl volnou cestu do Realu.
Di Stéfano se hned po svém příchodu stal tahounem mužstva, a to nejen gólovým. Vše se točilo kolem něj, což neuneslo několik tehdejších hráčů a z klubu raději odešli. Spolu s Ferencem Puskásem, jenž do týmu přišel v roce 1958 vytvořil údernou útočnou dvojici, která se stala symbolem nejslavnější éry Realu, kterému se právě v době jejich působení začalo přezdívat Bílý balet, když dokázal vyhrát prvních pět ročníků Poháru mistrů evropských zemí. Celkem v barvách Realu vstřelil 307 gólů, z toho 216 ligových.
Svou hráčskou kariéru ukončil v roce 1966 v Espanyolu Barcelona, kam odešel z Realu ve 38 letech.

## Reprezentace
Za svou rodnou Argentinu nastoupil pouze v šesti utkáních na vítězném Copa América v roce 1947, kde se stal nejlepším střelcem. Po emigraci do Kolumbie odehrál kvůli omezením FIFA za svou novou vlast pouze čtyři utkání. Za Španělsko odehrál 31 utkání, v nichž vstřelil 23 gólů. Nikdy se nezúčastnil závěrečného turnaje mistrovství světa ani mistrovství Evropy.

## Úspěchy

### Klubové
- River Plate
  - 2× vítěz argentinské ligy (1945, 1947)
- Millonarios
  - 4× vítěz kolumbijské ligy (1949, 1951, 1952, 1953)
  - 1× vítěz kolumbijského poháru (1953)
- Real Madrid
  - 8× vítěz španělské ligy (1954, 1955, 1957, 1958, 1961, 1962, 1963, 1964)
  - 1× vítěz Copa del Rey (1962)
  - 5× vítěz PMEZ (1956, 1957, 1958, 1959, 1960)
  - 1× vítěz Interkontinentálního poháru (1960)

### Reprezentační
- 1× vítěz Copa América (1947)

### Individuální ocenění
- 2× Zlatý míč (1957, 1959)
- 1× Super Ballon d'Or (1989)
- 1× nejlepší střelec argentinské ligy (1947)
- 2× nejlepší střelec kolumbijské ligy (1951, 1952)
- 5× nejlepší střelec španělské ligy (1954, 1956, 1957, 1958, 1959)
- 2× nejlepší střelec ligy mistrů (1958, 1962)
- 1× nejlepší střelec Copa América (1947)
- člen FIFA 100 [3]
- člen UEFA Jubilee 52 Golden Players [5][6]

### Trenérské úspěchy
- Boca Juniors
  - 1× vítěz argentinské ligy (1969)
- River Plate
  - 1× vítěz argentinské ligy (1981)
- Valencia CF
  - 1× vítěz španělské ligy (1970/71)
  - 1× vítěz Poháru vítězů pohárů (1979/80)
- Real Madrid
  - 1× vítěz španělského superpoháru (1990)